# Herbert Frister
Herbert Frister (* 7. Februar 1899 in Gera; † 1979) war ein deutscher Angestellter, Kämpfer gegen den Kapp-Putsch, Kommunal- und Landespolitiker (SPD/USPD/SED).

## Leben
Frister stammte aus einer Arbeiterfamilie. Seine Mutter war Waschfrau, sein Vater Weber. Frühzeitig musste er schon zum Lebensunterhalt beitragen. Nach dem Besuch der Volksschule absolvierte er eine Lehre als kaufmännischer Angestellter. 1913 trat er in den Zentralverband der Angestellten ein, wurde Mitglied im Arbeiter-Turn- und Sportbund (ATSB), schloss sich den Freidenkern an und wurde Vereinsmitglied der Volksbühne. In den letzten beiden Kriegsjahren musste er als Heeressoldat am Ersten Weltkrieg teilnehmen. 1919 trat er der Unabhängigen Sozialdemokratischen Partei (USPD) bei, und 1920 beteiligte er sich am Kampf der Arbeiterschaft gegen den Kapp-Putsch. Seit 1922 war er Mitglied der Sozialdemokratischen Partei Deutschlands (SPD) und übernahm in ihr Funktionen auf Orts- und Landesebene. Seit 1924 war er SPD-Bildungssekretär für Groß-Thüringen. Er sollte 1933 die SPD in Ostthüringen reorganisieren und blieb bis zum Mai Stadtrat in Gera. Danach hat er durch die Gründung eines Zeitungshandels sein Auskommen gesucht. Das verschaffte ihm zugleich die Möglichkeit, ein Netzwerk widerständigen Verhaltens für junge Ostthüringer Sozialdemokraten zu schaffen. Er war auch der Kassenwart einer illegalen Unterstützungskasse. Wegen seiner Zusammenarbeit mit Artur Schöneburg und Fritz Roth wurde er 1935 verhaftet, jedoch musste die Anklage wegen Hochverrat fallen gelassen werden. 1940 wurde er zur Wehrmacht einberufen und kam von 1945 bis 1947 in jugoslawische Kriegsgefangenschaft. Hier leitete er die antifaschistische Erziehungsarbeit und war Redakteur der Kriegsgefangenenzeitung.
Als Frister 1947 nach Thüringen zurückkehrte, wurde er Sekretär beim SED-Kreisvorstand von Gera, wo er ehemalige Genossen aus der illegalen Arbeit der 1930er Jahre wieder antraf. Von 1947 bis 1948 war Herbert Frister kommissarischer Leiter der Geraer Volkshochschule. Seit März 1948 war er Abteilungsleiter im Thüringer Innenministerium in Weimar. Seine Zeit als Kriegsgefangener in Jugoslawien wurde ihm zum Verhängnis, denn er wurde aus dem Regierungsamt entlassen und konnte 1950 an der Landesparteischule und nur in unteren Funktionen für seine Partei wirken. Herbert Frister hielt an seinen politischen Überzeugungen fest. Dabei blieb er bis zu dessen Tod im Briefwechsel mit dem Sozialdemokraten Hermann Brill.

## Schriften

### Artikel in Zeitschriften
- Arbeiterbildungs-Zeitschriften. In: Der Arbeiterbibliothekar, 1926, Heft 11/12, S. 216
- Sport und Gewerkschaften. Eine Entgegnung von Herbert Frister. In: Gewerkschafts-Archiv, Band 6 1927, S. 220–225
- Mittel und Wege der Erwerbslosenschulung. In: Sozialistische Bildung, Monatsschrift des Reichsausschusses für Sozialistische Bildungsarbeit, 1931, S. 263–267
- Das Gefecht bei Zickra. Erinnerung an die Niederschlagung des Kapp-Putsches in Ostthüringen. Zeitschrift für Militärgeschichte Nr. 3 (1970): S. 342–343.
- Die demokratische Umerziehung der deutschen Kriegsgefangenen in Jugoslawien. In: Militärgeschichte, Nr. 3 (1974): S. 295–305

### Unveröffentlichte Manuskripte
- Geschichte der illegalen proletarischen Gruppierung linker Sozialdemokraten in Ostthüringen 1933 bis 1945. Im Nachlass.
- Der Kapp-Putsch in Ostthüringen, März 1920. Manuskript, 1969[3]

## Nachlass
Ausarbeitungen und Materialsammlungen zum Kapp-Putsch 1920 und zum illegalen Kampf der linken Sozialdemokraten 1933–1945 in Ost-Thüringen; Tagebücher, Dokumente und Materialien aus der Zeit seiner Kriegsgefangenschaft in Jugoslawien befinden sich im Bundesarchiv SAPMO.